# BAFTA (премия, 1958)
11-я церемония вручения наград премии BAFTA

Лондон, Англия
Лучший фильм: 

Мост через реку Квай 

The Bridge on the River Kwai
Лучший британский фильм: 

Мост через реку Квай 

The Bridge on the River Kwai
< 10-я Церемонии вручения 12-я >
11-я церемония вручения наград премии BAFTA за заслуги в области кинематографа за 1957 год состоялась в Лондоне в 1958 году.
Среди фильмов, представленных в категории «Лучший фильм», были восемь из США («12 разгневанных мужчин», «Бог знает, мистер Аллисон», «В 3:10 на Юму», «На окраине города», «Жестяная звезда», «Мальчишник», «Та ночь», «Тропы славы»), два совместного производства Италии и Франции («Порт де Лила: На окраине Парижа», «Тот, кто должен умереть»), по одному из Индии («Песнь дороги») и Франции («Приговорённый к смерти бежал»), и четыре из Великобритании, также отмеченные в категории «Лучший британский фильм».
Ниже приведён полный список победителей и номинантов премии с указанием имён режиссёров, актёров и сценаристов, а также оригинальных и русскоязычных названий фильмов. Названия фильмов и имена кинодеятелей, победивших в соответствующей категории, выделены жирным шрифтом и отдельным цветом.
| Фильмы                                          |                                     |                                                                |                                    |
| Категория                                       | Фильм — русскоязычное название      | Фильм — оригинальное название                                  | Режиссёр                           |
| Лучший фильм                                    | • «Мост через реку Квай»            | The Bridge on the River Kwai                                   | Дэвид Лин                          |
| Лучший фильм                                    | • «12 разгневанных мужчин»          | 12 Angry Men                                                   | Сидни Люмет                        |
| Лучший фильм                                    | • «Бог знает, мистер Аллисон»       | Heaven Knows, Mr. Allison                                      | Джон Хьюстон                       |
| Лучший фильм                                    | • «В 3:10 на Юму»                   | 3:10 to Yuma                                                   | Делмер Дэйвс                       |
| Лучший фильм                                    | • «На окраине города»               | Edge of the City                                               | Мартин Ритт                        |
| Лучший фильм                                    | • «Жестяная звезда»                 | The Tin Star                                                   | Энтони Манн                        |
| Лучший фильм                                    | • «Мальчишник»                      | The Bachelor Party                                             | Делберт Манн                       |
| Лучший фильм                                    | • «Песнь дороги»                    | Pather Panchali                                                | Сатьяджит Рай                      |
| Лучший фильм                                    | • «Порт де Лила: На окраине Парижа» | Porte des Lilas                                                | Рене Клер                          |
| Лучший фильм                                    | • «Приговорённый к смерти бежал»    | Un condamné à mort s’est échappé ou Le vent souffle où il veut | Робер Брессон                      |
| Лучший фильм                                    | • «Принц и танцовщица»              | The Prince and the Showgirl                                    | Лоренс Оливье                      |
| Лучший фильм                                    | • «Путь Уиндома»                    | Windom’s Way                                                   | Рональд Ним                        |
| Лучший фильм                                    | • «Та ночь»                         | That Night!                                                    | Джон Ньюланд                       |
| Лучший фильм                                    | • «Тот, кто должен умереть»         | Celui qui doit mourir                                          | Жюль Дассен                        |
| Лучший фильм                                    | • «Тропы славы»                     | Paths of Glory                                                 | Стэнли Кубрик                      |
| Лучший фильм                                    | • «Ширали»                          | The Shiralee                                                   | Лесли Норман                       |
| Лучший британский фильм                         | • «Мост через реку Квай»            | The Bridge on the River Kwai                                   | Дэвид Лин                          |
| Лучший британский фильм                         | • «Принц и танцовщица»              | The Prince and the Showgirl                                    | Лоренс Оливье                      |
| Лучший британский фильм                         | • «Путь Уиндома»                    | Windom’s Way                                                   | Рональд Ним                        |
| Лучший британский фильм                         | • «Ширали»                          | The Shiralee                                                   | Лесли Норман                       |
| Лучший анимационный фильм                       | • «Пан-теле-трон»                   | Pan-Tele-Tron                                                  | Дигби Тёрпин                       |
| Лучший анимационный фильм                       | • —                                 | La bergère et le ramoneur                                      | Поль Гримо                         |
| Лучший анимационный фильм                       | • «Чистое везение»                  | The Magic Fluke                                                | Джон Хабли                         |
| Лучший анимационный фильм                       | • —                                 | Earth Is a Battlefield                                         | —                                  |
| Лучший документальный фильм                     | • «Весеннее путешествие»            | Journey Into Spring                                            | Ральф Кин                          |
| Лучший документальный фильм                     | • «Город золота»                    | City of Gold                                                   | Колин Лоу, Вольф Кёниг             |
| Лучший документальный фильм                     | • «Каждый день, кроме Рождества»    | Every Day Except Christmas                                     | Линдсей Андерсон                   |
| Лучший документальный фильм                     | • —                                 | Holiday                                                        | Джон Тэйлор                        |
| Лучший документальный фильм                     | • —                                 | The USA in the 1930s                                           | —                                  |
| Специальная награда Special Award               | • «История со стулом»               | A Chairy Tale                                                  | Норман Макларен, Клод Жютра        |
| Специальная награда Special Award               | • —                                 | Introducing Telex                                              | —                                  |
| Специальная награда Special Award               | • —                                 | Successful Instruction                                         | —                                  |
| Награда объединённых наций United Nations Award | • «Счастливая дорога»               | La Route Joyeuse                                               | Джин Келли                         |
| Награда объединённых наций United Nations Award | • —                                 | Like Paradise                                                  | —                                  |
| Награда объединённых наций United Nations Award | • —                                 | Out                                                            | —                                  |
| Актёрские работы                                |                                     |                                                                |                                    |
| Категория                                       | Имя                                 | Фильм — русскоязычное название                                 | Фильм — оригинальное название      |
| Лучший британский актёр                         | • Алек Гиннесс                      | «Мост через реку Квай»                                         | The Bridge on the River Kwai       |
| Лучший британский актёр                         | • Лоренс Оливье                     | «Принц и танцовщица»                                           | The Prince and the Showgirl        |
| Лучший британский актёр                         | • Майкл Редгрейв                    | «Время без сожаления»                                          | Time Without Pity                  |
| Лучший британский актёр                         | • Питер Финч                        | «Путь Уиндома»                                                 | Windom’s Way                       |
| Лучший британский актёр                         | • Тревор Ховард                     | «Мануэла»                                                      | Manuela                            |
| Лучший иностранный актёр                        | • Генри Фонда                       | «12 разгневанных мужчин»                                       | 12 Angry Men                       |
| Лучший иностранный актёр                        | • Ричард Бейсхарт                   | «Ограничение по времени»                                       | Time Limit                         |
| Лучший иностранный актёр                        | • Пьер Брассёр                      | «Порт де Лила: На окраине Парижа»                              | Porte des Lilas                    |
| Лучший иностранный актёр                        | • Эд Винн                           | «Великий человек»                                              | The Great Man                      |
| Лучший иностранный актёр                        | • Жан Габен                         | «Через Париж»                                                  | La Traversée de Paris              |
| Лучший иностранный актёр                        | • Тони Кёртис                       | «Сладкий запах успеха»                                         | Sweet Smell of Success             |
| Лучший иностранный актёр                        | • Роберт Митчем                     | «Бог знает, мистер Аллисон»                                    | Heaven Knows, Mr. Allison          |
| Лучший иностранный актёр                        | • Сидни Пуатье                      | «На окраине города»                                            | Edge of the City                   |
| Лучшая британская актриса                       | • Хизер Сирс                        | «История Эстер Костелло»                                       | The Story of Esther Costello       |
| Лучшая британская актриса                       | • Дебора Керр                       | «Чай и симпатия»                                               | Tea and Sympathy                   |
| Лучшая британская актриса                       | • Сильвия Симс                      | «Женщина в халате»                                             | Woman in a Dressing Gown           |
| Лучшая иностранная актриса                      | • Симона Синьоре                    | «Салемские колдуньи»                                           | Les Sorcières de Salem             |
| Лучшая иностранная актриса                      | • Джоан Вудворд                     | «Три лица Евы»                                                 | The Three Faces of Eve             |
| Лучшая иностранная актриса                      | • Аугуста Дэбни                     | «Та ночь»                                                      | That Night!                        |
| Лучшая иностранная актриса                      | • Мэрилин Монро                     | «Принц и танцовщица»                                           | The Prince and the Showgirl        |
| Лучшая иностранная актриса                      | • Лилли Палмер                      | «Анастасия: Последняя дочь царя»                               | Anastasia, die letzte Zarentochter |
| Лучшая иностранная актриса                      | • Эва Мари Сейнт                    | «Шляпа, полная дождя»                                          | A Hatful of Rain                   |
| Лучшая иностранная актриса                      | • Кэтрин Хепбёрн                    | «Продавец дождя»                                               | The Rainmaker                      |
| Самый многообещающий новичок                    | • Эрик Баркер                       | «Свояки»                                                       | Brothers in Law                    |
| Самый многообещающий новичок                    | • Милен Демонжо                     | «Салемские колдуньи»                                           | Les Sorcières de Salem             |
| Самый многообещающий новичок                    | • Джеймс Макартур                   | «Молодой незнакомец»                                           | The Young Stranger                 |
| Самый многообещающий новичок                    | • Кит Мичелл                        | «Круиз на „Черепахе“»                                          | True as a Turtle                   |
| Самый многообещающий новичок                    | • Элви Хейл                         | «Круиз на «Черепахе»»                                          | True as a Turtle                   |
| Другие категории                                |                                     |                                                                |                                    |
| Категория                                       | Имя                                 | Фильм — русскоязычное название                                 | Фильм — оригинальное название      |
| Лучший сценарий для британского фильма          | • Пьер Буль                         | «Мост через реку Квай»                                         | The Bridge on the River Kwai       |
| Лучший сценарий для британского фильма          | • Джон Круз, Сай Эндфилд            | «Адские водители»                                              | Hell Drivers                       |
| Лучший сценарий для британского фильма          | • Артур Лорентс                     | «Анастасия»                                                    | Anastasia                          |
| Лучший сценарий для британского фильма          | • Тед Уиллис                        | «Женщина в халате»                                             | Woman in a Dressing Gown           |
| Лучший сценарий для британского фильма          | • Чарльз Кауфман                    | «История Эстер Костелло»                                       | The Story of Esther Costello       |
| Лучший сценарий для британского фильма          | • Джек Уиттингем                    | «Подарок на день рождения»                                     | The Birthday Present               |
| Лучший сценарий для британского фильма          | • Теренс Реттиген                   | «Принц и танцовщица»                                           | The Prince and the Showgirl        |
| Лучший сценарий для британского фильма          | • Джилл Крейги                      | «Путь Уиндома»                                                 | Windom’s Way                       |
| Лучший сценарий для британского фильма          | • Уильям Роуз, Джон Элдридж         | «Самое маленькое представление на свете»                       | The Smallest Show on Earth         |
| Лучший сценарий для британского фильма          | • Уильям Роуз, Джон Элдридж         | «Человек в небе»                                               | Man in the Sky                     |